# Rawdon
Pour les articles homonymes, voir Rawdon (homonymie).
Rawdon est une municipalité canadienne au Québec, chef-lieu de la MRC de Matawinie, dans la région de Lanaudière. Elle a pour devise : « Rawdon, Forte de sa diversité ! ».

## Histoire

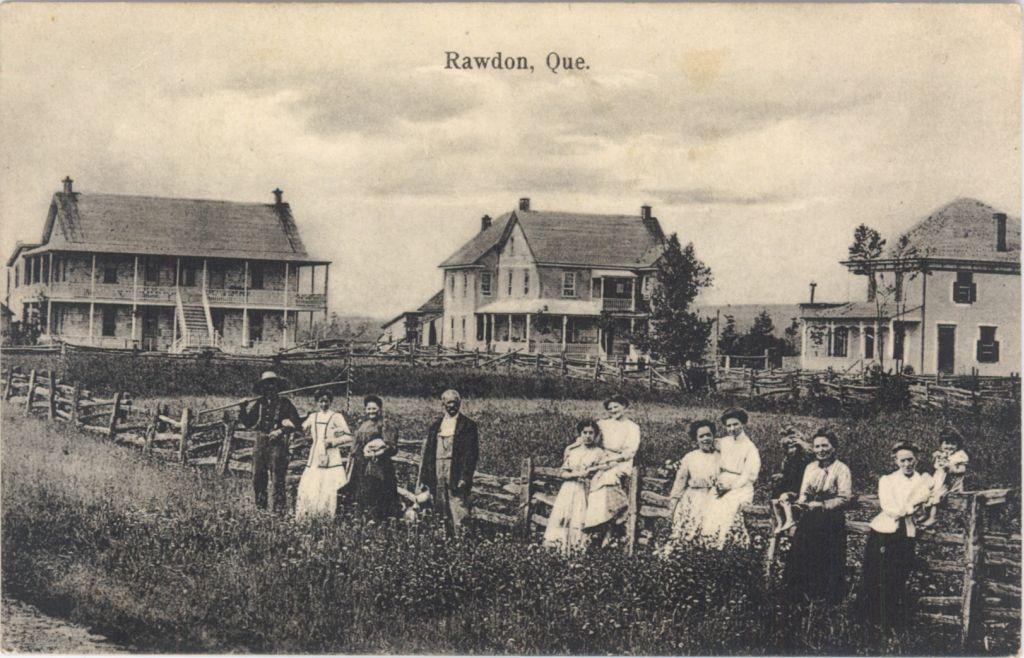
Rawdon, carte postale

Le canton de Rawdon est proclamé le 13 juillet 1799. Au départ, le territoire est constitué d'une population majoritairement irlandaise puis elle voit sa population francophone croître. Avant l'arrivée des colons, des Algonquins occupaient le territoire, considéré à l'époque par les premiers colons comme étant un territoire hostile. L'un des premiers textes traitant de Rawdon date de 1815
« Le canton de Rawdon est un township plein dont une très petite partie a été concédée et même arpentée. La surface est inégale, pleine de rochers en plusieurs endroits mais dans d'autres, on trouve de bonnes terres sur lesquelles on pourrait cultiver du grain avec avantage et même du chanvre et du lin dans quelques parties. Sur les hauteurs, l'érable, le hêtre et le bouleau blanc forment la plus grande partie du bois de construction ; le cèdre et la pruche blanche abondent dans les terres basses. Il est arrosé par plusieurs petits courants. »
Deux hypothèses subsistent en ce qui concerne l’origine de l’appellation de notre municipalité. Selon certains, la municipalité a été baptisée Rawdon en l’honneur de Lord Francis Rawdon, comte de Moira et marquis de Hastings. D’autres affirment que l’attribution de ce nom provient d’une ville, d’un village ou d’un canton d’Angleterre. Quant à la paroisse catholique, elle fut mise sous le patronage de saint Patrick étant donné que la majorité des premiers colons étaient d'origine irlandaise.
Le 14 juillet 1837 on trouve dans le journal Le Populaire le compte-rendu d'une assemblée loyaliste à Rawdon. Les loyalistes de Rawdon étaient bien connus dans la province puisque encore le 18 janvier 1849 le Journal de Québec rapporte que les « assommeurs de Rawdon » sont descendus à Montréal pour perturber des élections. Peu à peu les plus irréductibles anglo-protestants vont quitter Rawdon pour l'ouest alors que la plupart des Irlandais catholiques vont rester et fonder une communauté originale avec les Canadiens français d'abord puis en accueillant beaucoup d'étrangers.
En 1919, Rawdon se divisa en deux municipalités, le village de Rawdon et le canton de Rawdon, en raison de divergences au sein de la population.
Après la Première Guerre mondiale, des gens d'un peu partout vinrent s'installer à Rawdon ; l'on vit notamment des familles russes, hongroises, polonaises, ukrainiennes, tchécoslovaques puis allemandes. Aujourd'hui il y a plus de 47 ethnies qui cohabitent dans ce village multiculturel situé à près de 70 km de Montréal, qui accueille d'ailleurs le seul centre d'interprétation multiethnique au Québec.
Le 28 mai 1998, les deux municipalités ont fusionné pour former la « Municipalité de Rawdon ». Avant cette fusion, le village de Rawdon s'était attribué le gentilé de « Rawdonnien » et le canton celui de « Rawdonnois ». Depuis la fusion, les gens de la municipalité de Rawdon se nomment « Rawdonnois ».
Rawdon compte parmi sa population certaines figures connues du Québec, dont Gabrielle Roy, Yves Thériault, Marjo, Martin Deschamps et la famille Rougeau. L'ancien lutteur Raymond Rougeau y est d'ailleurs maire depuis novembre 2021.
Le 7 mars 2021, un incendie majeur détruit le bâtiment historique de la Résidence Ste-Anne, construit au 19e siècle, en plein cœur de la municipalité. Le bâtiment a d'abord été un couvent des Sœurs de Sainte-Anne puis une école privée et enfin une résidence pour aînés ,,.

## Géographie
La rivière Ouareau traverse la municipalité du nord-ouest au sud-est. 
La rivière Rouge traverse la municipalité du nord-est au sud-est. Le lac Rawdon, situé au centre de la ville, est un élargissement de la rivière rouge.
La rivière Blanche traverse le sud-est la municipalité jusqu'à sa confluence avec la rivière rouge.
À partir du lac Huard la rivière Saint-Esprit coule vers le sud-ouest de la municipalité.

## Démographie
| 1991  | 1996  | 2001  | 2006   | 2011   | 2016   | 2021   |
| ----- | ----- | ----- | ------ | ------ | ------ | ------ |
| 6 841 | 8 254 | 8 648 | 10 058 | 10 416 | 11 057 | 11 719 |

## Administration
Les élections municipales se font en bloc et suivant un découpage de six districts.
| Rawdon Maires depuis 2002                                                                                            |                          |         |          |
| Élection | Maire                    | Qualité | Résultat |
| 2002 | Louise Major             |         | Voir     |
| 2005 | Louise Major             | Voir    |          |
| 2009 | Jacques Beauregard       |         | Voir     |
| 2013 | Bruno Guibault           |         | Voir     |
| 2017 | Bruno Guibault           | Voir    |          |
| 2021 | Raymond Rougeau (actuel) |         | Voir     |
| Élection partielle en italique Depuis 2005, les élections sont simultanées dans toutes les municipalités québécoises |                          |         |          |

## Culture

### Mosaïque culturelle
Rawdon est un village qui compte des gens de plusieurs origines. Le centre d'interprétation multiethnique (CIM) de Rawdon est unique en son genre et tente de rendre compte de la diversité culturelle qui existe dans ce village qui accueille des églises et cimetières de nombreuses communautés religieuses, dont deux églises orthodoxes russes.
Rawdon est devenu rapidement une terre d'accueil pour de nombreux immigrants. D'abord ce territoire attira des Irlandais, des Écossais et des Anglais et ensuite des Russes, des Polonais, des Ukrainiens et autre groupes de l'Europe de l'Est. Puis avec le temps, d'autres groupes ethniques ont fait leur apparition : Suédois, Suisses, Bélarusses, Néerlandais, des Israéliens, des Roumains, des Danois, des Italiens, Sri-Lankais et d'autres encore. Aujourd'hui, Rawdon compte des habitants provenant de plus de 25 ethnies différentes.
Le français et l'anglais y sont les deux langues les plus communément parlées, autant dans les commerces que dans les foyers. La présence de l'Église catholique et son rôle historique peuvent expliquer pourquoi aujourd'hui la majorité de la population de Rawdon est francophone.

### La légende autochtone du sorcier Nippissingue

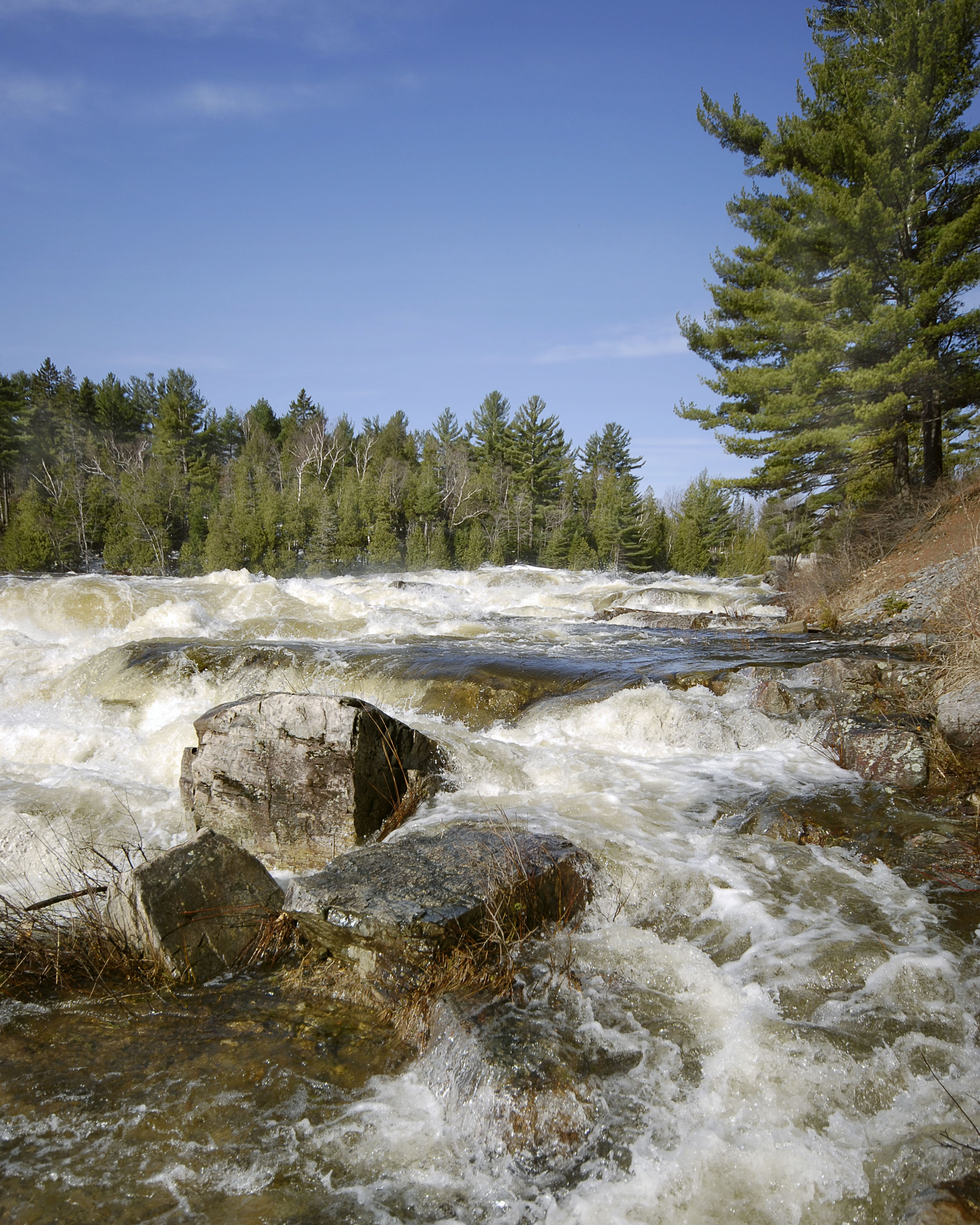
Crue printanière de la rivière Ouareau vue des Chutes de Rawdon.

Lorsque l'on va sur le belvédère du site touristique des chutes Dorwin, il est possible de distinguer clairement sur les rochers un profil ressemblant à une tête humaine. Une légende affirme qu'il y a fort longtemps, un méchant sorcier du nom de Nipissingue aurait été transformé en pierre, après avoir causé la mort de la jeune et belle algonquine Hiawhitha.
Empli de jalousie et de rancune envers Hiawhitha, en la voyant un jour quérir des plantes médicinales sur le bord du précipice Dorwin, le méchant sorcier l'y poussa. Il se pencha pour voir le corps de la jeune algonquine écrasé sur la pierre, mais au même moment, la terre se mit à trembler et le mince filet d'eau qui coulait au fond du précipice se transforma en une chute grandiose rappelant la belle Hiawhitha et son chant. C'est alors que Nippissingue fut transformé en pierre par le Grand Manitou et condamné à entendre le chant de victoire d'Hiawhitha pour l'éternité.

### Activités festives
Rawdon se situe dans la région de la musique au Québec : Lanaudière. Bien qu'étant une petite municipalité de près de 12 000 habitants, Rawdon présente quelques festivals notables.
- Festival international de folklore de Rawdon : Ce festival a pour but de faire entendre les répertoires locaux de la musique folklorique;
- Le Grand Frisson de Rawdon: Annuellement, un festival est organisé afin de promouvoir les activités hivernales , la première édition a eu lieu en 2017[13] pour remplacer le Festival Hivernal de Rawdon qui avait lieu autrefois.
- Festival Intermonde de Rawdon: Un festival annuel pour faire connaitre la mosaïque des cultures rawdonnoises;
- L'Eaushow : Un spectacle son et lumière, mettant en vedette l'eau.

Rawdon propose aussi du théâtre d'été et voit sa population au moins doubler chaque été, par l'arrivée de citadins venus profiter de leur chalet d'été ou de l'un des nombreux sites de camping offerts sur le territoire. Cet afflux de population qui s'observe chaque été fait de Rawdon un lieu touristique et festif particulier.
- Jeux du Québec : Elle a accueilli les compétitions de ski alpin pour les Jeux du Québec durant l'hiver 2007.
- Parade de la Saint-Patrick : Elle a lieu à chaque année depuis 1978. L'édition de 2020 ayant été annulée, cette parade a eu lieu 42 fois jusqu'à présent[14].

### Éducation
Rawdon fait partie de la Commission scolaire des Samares (francophone), de la commission scolaire Sir-Wilfrid-Laurier (anglophone), et accueille deux écoles privées.
Au secteur public, Rawdon possède deux écoles primaires (École Ste-Anne et École St-Louis)et une école secondaire(École Polyvalente des Chutes) francophones, ainsi qu'une école primaire anglophone(Rawdon Elementary School). L'École secondaire Joliette à Joliette servi a la ville. De plus, Rawdon possède un centre d'éducation des adultes(Centre l'Envol).
L'école secondaire des Chutes ouvre ses portes aux élèves en 1977. Elle accueille des élèves de la première à la cinquième secondaire. L'école offre aussi des classes d'adaptation scolaire. L'école abrite une piscine.
Le collège Champagneur est dirigé par les Clercs de Saint-Viateur. Ce collège a été fondé en 1911 comme un pensionnat pour garçons, il accueille maintenant aussi des filles depuis 1998.
L'école Marie-Anne est une école primaire privée.
Rawdon ne possède par contre aucune institution d'enseignement supérieur. La municipalité compte une bibliothèque.
La bibliothèque Alice-Quintal et un service unique d'accueil et d'intégration aux nouveaux arrivants ; Offrant ce service depuis 2005, la municipalité de Rawdon fut la première municipalité québécoise à offrir un tel service.
Située dans une région agricole du Québec qui a connu un creux économique, Rawdon tente actuellement de se redresser économiquement.
Selon Statistique Canada, au recensement de 2001, 32 % de la population entre 20 et 34 ans n'avait pas obtenu de diplôme d'études secondaires (DES) et 11 % de ce même groupe avait un certificat, un diplôme ou un grade universitaire.

## Économie

### Tourisme
L'industrie touristique a un impact important sur Rawdon et la région de Lanaudière. La population estivale de Rawdon et les nombreux touristes qui viennent visiter la région ont convaincu la municipalité d'investir dans ce secteur. Rawdon compte de nombreux sites touristiques dont un terrain de golf, les cascades, la plage municipale, des sites de culte, des musées dont le centre d'interprétation multiethnique, le parc des Chutes-Dorwin, les chutes Manchester et Masson, les chutes à Magnan (où se trouve un barrage hydro-électrique ; d'où le surnom local de «chutes du pouvoir») et une multitude d'autres sites naturels du genre.
Rawdon offre un paysage unique, à la frontière des basses-terres du St-Laurent et du bouclier canadien. Il se trouve en fait à représenter les plages de l'ancienne mer de Champlain. Rawdon comporte plusieurs sites de camping, tant aménagés que sauvages et même un site unique d'hébertisme en forêt Arbraska. Il est aussi possible d'y pratiquer l'agro-tourisme en visitant des fermes, dont l'Arche de Noé et la Terre des Bisons.
En hiver il est possible de skier au Ski Montcalm et de faire de la motoneige dans les sentiers de la région, mais Rawdon attire beaucoup moins de gens en hiver et une partie de la municipalité se trouve inhabitée car plusieurs résidences ne sont que des demeures d'été.

### Industrie locale
Pendant tout le XIXe siècle Rawdon a été un important centre de l'industrie forestière. J. H. Dorwin un industriel d'origine américaine et Peter Mc Gill maire de Montréal exploitaient des concessions de coupe forestière le long de la rivière Ouareau. En 1852 une ligne de train, la "Industry Village and Rawdon Railway" a été construite pour transporter le bois jusqu'au fleuve Saint-Laurent à Lanoraie.

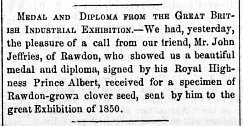
Montreal Herald 23 septembre 1853

Une autre richesse à cette époque était le grand trèfle rouge de Rawdon acclimaté par les Irlandais de Rawdon. À la 1re exposition universelle de 1851 John Jefferies de Rawdon recevait une médaille pour un specimen de semence.

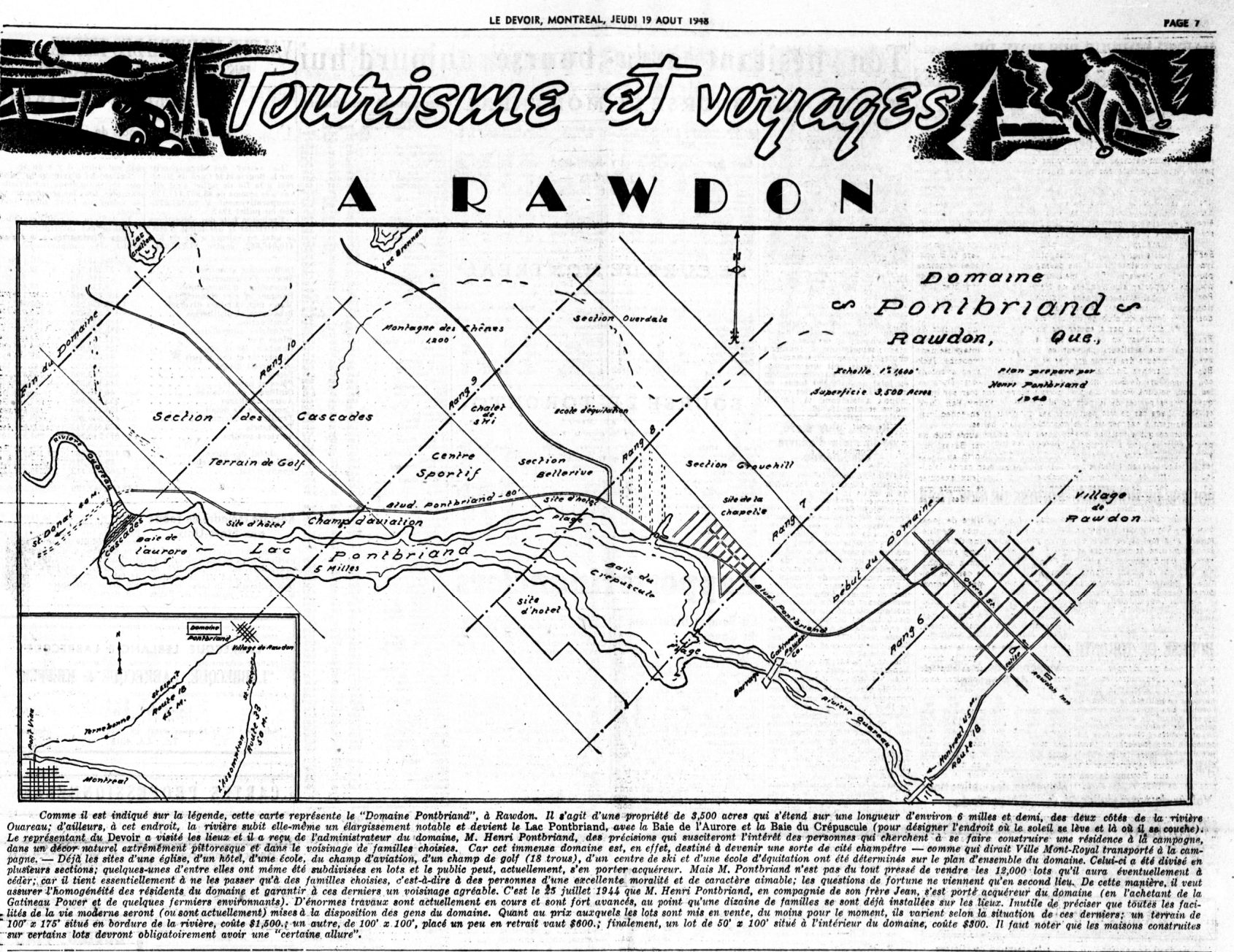
Le domaine Pontbriand

### Données démographiques
Selon Statistique Canada (2001) le taux de chômage à Rawdon est plus élevé que celui de la moyenne nationale ; il se situe à 10,3 %, contre 8,2 % pour le Québec.
Le total de la population active expérimentée compte 3 575 personnes. Trois domaines occupent la majorité de cette population : l'industrie de la fabrication et de la construction, avec 865 personnes, le secteur des soins de santé et de l'enseignement, avec 825 et le commerce de gros et de détail, avec 510 personnes. Le reste de la population active se distribue dans d'autres catégories. L'agriculture et les autres industries axées sur les ressources ne comptent que 135 personnes œuvrant dans ce domaine.
La profession la plus rencontrée se situe dans le secteur de la vente et des services, qui embauche plus de 895 personnes. Ce secteur est suivi de près par celui des métiers, du transport et de la machinerie, embauchant 745 personnes. Enfin le domaine des affaires, de la finance et de l'administration compte 445 employés. La langue la plus souvent employée au travail est le français ; 350 personnes ont déclaré travailler strictement en anglais et 260 autres affirment travailler dans ces deux langues. La moyenne des revenus annuels des Rawdonnois se situe à 25 826 $ ; la moyenne québécoise se situe à 29 385 $.

### Art visuel
- Si vous ne connaissez pas le sujet, laissez ce bandeau (vous pouvez alors contacter les auteurs).
- Si vous supprimez le contenu mis en cause (vous pouvez préalablement contacter les auteurs),

argumentez précisément cette suppression dans la page de discussion
(un manque de référence n'est pas un argument ; une recherche réelle de référence doit avoir été effectuée, être formellement documentée).

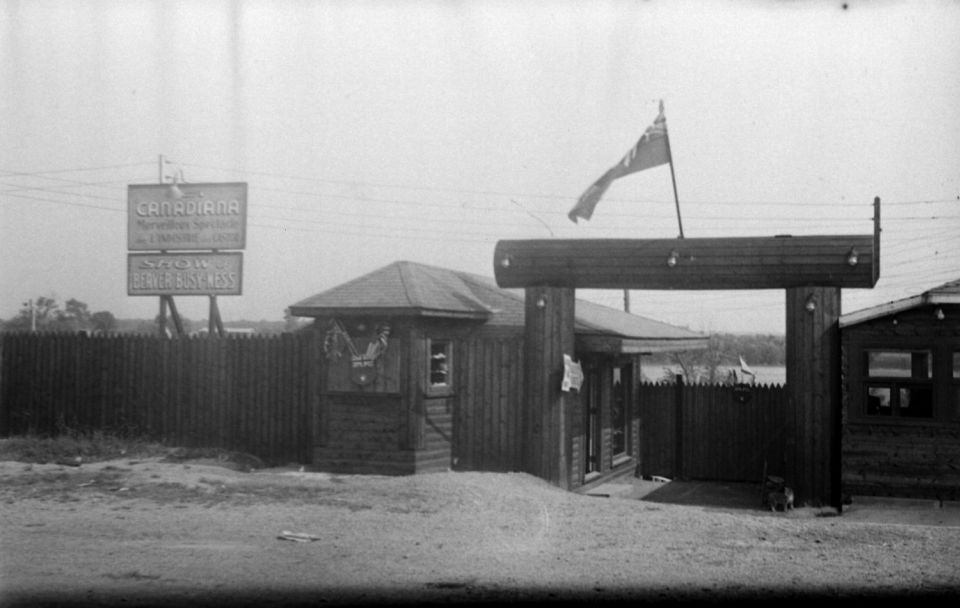
Le village historique Canadiana en 1948

Dans la première saison de la série télévisée Dans une galaxie près de chez vous, qui se déroule en 2034, Mirabella possède un faux diplôme de la très réputée Université de Rawdon (fictive). Elle l'a utilisé pour fuir la Terre puisqu'elle est en réalité une criminelle très recherchée. Le vaisseau spatial Romano Fafard est lancé depuis le centre spatial de Rawdon. Il y a aussi, dans cette même série un virus très contagieux nommé le « syndrome de Rawdon ».
Plusieurs films, téléséries et vidéoclips ont été tournés à Rawdon, particulièrement sur au Parc des Chutes Dorwin et au Village Canadiana.
Films :
- The Slavers (1984)
- Barnum (1986)
- Nowhere to hide (1987)
- The Jackal (1997)
- I'm not there (biographie de Bob Dylan) (2006)
- Secret Insanity (2008)
- Les Tuches 2 (2014)

Séries :
- Les fils de la liberté (1981)
- Au nom du père et du fils (1993)
- Kazan (Eye of the wolf) (1994)
- Le sorcier (1995)
- Les Pays d'en Haut (2015-2016)

Videoclips :
- La légende d'Oochigeas (Rock Voisine 1993)
- Tes Histoires (Dumas 2012)
- Third Place - The Goodbye (2013)